# Altschermbeck
Altschermbeck ist ein Ortsteil der Gemeinde Schermbeck in Nordrhein-Westfalen.

## Geographische Lage

Lage von Altschermbeck in Schermbeck

Altschermbeck bildet den östlichen Teil des Kernortes Schermbeck an der Bundesstraße 58 und der Landesstraße 607. Begrenzt wird der Ortsteil im Westen von (Neu-)Schermbeck und Overbeck, im Norden von Raesfeld-Erle im Osten von Dorsten und im Süden von Gahlen. Das gesamte Ortsgebiet ist Teil des Naturparks Hohe Mark-Westmünsterland.
Altschermbeck ist der flächenmäßig größte Ortsteil Schermbecks. Zum Ortsteil gehören die Orte Üfte und Rüste. Zwischen Altschermbeck und Rhade erstreckte sich ein zu Beginn des 19. Jahrhunderts noch 250 Morgen (= 64 Hektar) großes Torfmoor, das Rhadische Veen.

## Geschichte
Altschermbeck war seit der Teilung Schermbecks im 14. Jahrhundert westfälisch und Teil der Herrlichkeit Lembeck. Ab 1816 gehörte die Herrlichkeit mit Altschermbeck zum preußischen Kreis Recklinghausen.
Bis Ende 1974 war Altschermbeck eine selbständige Gemeinde im westfälischen Amt Hervest-Dorsten. Am 1. Januar 1975 kommt es im Rahmen der Neugliederung in Nordrhein-Westfalen zum Zusammenschluss der Gemeinden Schermbeck, Altschermbeck, Bricht, Damm, Dämmerwald, Gahlen, dem überwiegenden Teil von Overbeck und Weselerwald zur Gemeinde Schermbeck.

### Bevölkerungsentwicklung
- 1910: 1060[4]
- 1931: 1231[5]
- 1961: 1782[3]
- 1970: 3079[3]
- 1974: 3749[6]
- 2009: 4042

## Wappen
Blasonierung: In Grün gespalten durch einen silbernen (weißen) Wellenbalken.
Bedeutung: Das Wappen zeigt die Lage Altschermbecks an der Lippe in grüner (waldreicher) Umgebung.

## Bauwerke
- Katholische Kirche St. Ludgerus

## Bildung und Sport
In Altschermbeck gibt es eine Gesamtschule sowie eine Dreifachsporthalle. Im Ortsgebiet gibt es drei Schützenvereine, einen Tennisclub und einen Sportverein.